# فهرست شرکت‌های خدمات نفتی
در زیر، فهرستی از شرکت‌های خدمات نفتی ذکر شده‌است. این شرکت‌ها، خدماتی مانند اکتشاف میادین نفتی و حفاری چاه‌های نفت را، به‌عنوان یک شرکت پیمان‌کاری به کمپانی‌های نفتی ارائه می‌کنند و معمولاً در پروسه تولید نفت خام، بطور مستقیم وارد نمی‌شوند.
در لیست زیر، شرکت‌های تابعه کمپانی‌های بزرگ، بطور زیرمجموعه‌ای از شرکت اصلی، درج شده‌است.
- آبوت گروپ
  - کی‌سی‌آ دئوتگ
- ایبل
- استئون
- آکر سولوشنس
- آمک
- بیکر هیوز
  - بیکر هیوز اینتک
- کالفاک ول سرویسز
- کامرون اینترنشنال
- سی‌جی‌جی‌وریتاس
- سی‌اچ۲ام هیل
- چلنجر ال‌تی‌دی
- خدمات نفتی چین
- کور لابراتواریز
- سینتک
- دنکا سرویسز
- درسر اینداستریز
- انسکو
- ای‌اس‌جی سولوشنز
- اکسپرو اینترنشنال گروپ
- صنایع فیرفیلد
- اف‌ام‌سی تکنولوژی
- فلوسرو
- فلوئور کورپوریشن
- فاگرو
- گایا ارث ساینسز
- جی‌ای انرجی
  - جی‌ای وتکوگری
  - ول‌استریم
- جئوکینتیکس
- خدمات ژئوفیزیک
- جیرودیتا
- هلیکس انرجی سولوشن گروپ
- هالیبرتون
  - ول‌داینامیکز
- هیوز تول کمپانی
- هانتینگ پی‌ال‌سی
- اینگرین
- مؤسسه حمل‌ونقل نفت
- آی‌اوان ژئوفیزیکال
- ایسوروی
- جی‌اندال ساپلای
- کی انرجی سرویسز
- کودیاک کویل تیوبینگ
- لارسن اند توبرو
- مک‌درموت اینترنشنال گروپ
- مودک
- مودی گروپ اینترنشنال
- صنایع نابورس
- نشنال اویل‌ول وارکو
- نئوس جئوسولوشنز
- پتروفاک
- پترولیوم جیو-سرویسز
- پرسیشن دریلینگ
- کیوسرو
- سایپم
- سعودی آرامکو
- سانجل کورپوریشن
- شلومبرجر
  - جئوسرویسز
  - اسمیت اینترنشنال
  - وسترن‌جکو
  - جکو-پراکلا
  - ژئوفیزیکال سرویسز
- اسکومی
- اسکور گروپ پی‌ال‌سی
- سیبورد اینترنشنال
- زیمنس (بخش نفت و گاز)
- شاکور
- استوارت اند استیونسون
- تکنیپ
- تسکو کورپوریشن
- تراسرکو
- ترانزاوشن
- تریکان ول سرویس
- ترینیداد دریلینگ
- ودرفورد اینترنشنال
  - اینترنشنال لوگینگ
- ویر گروپ
- وود گروپ
- وورلی‌پارسونز
- زنیت اویل‌فید تکنولوژی
- فرد. اولسن انرژی
- سیدریل
- ساب‌سی ۷
- دی‌ان‌او اینترنشنال